# Episodi di Sea Patrol (quinta stagione)
La quinta ed ultima stagione della serie televisiva Sea Patrol è stata trasmessa in prima visione in Australia da Nine Network dal 26 aprile 2011 al 12 luglio 2011.
In Italia la stagione è stata trasmessa in prima visione assoluta su Rai 2 dal 21 luglio al 3 novembre 2012. L'episodio 13 è stato trasmesso in prima visione in lingua italiana da RSI La1 della Televisione Svizzera il 1º novembre 2012.
| nº | Titolo originale  | Titolo italiano            | Prima TV Australia | Prima TV in Italiano |
| -- | ----------------- | -------------------------- | ------------------ | -------------------- |
| 1  | The Third Man     | Il terzo uomo              | 26 aprile 2011     | 21 luglio 2012       |
| 2  | Eye for an Eye    | Occhio per occhio          | 3 maggio 2011      | 18 agosto 2012       |
| 3  | Crimes of Passion | Relazione pericolosa       | 10 maggio 2011     | 25 agosto 2012       |
| 4  | Spoils of War     | Tratta di rifugiati        | 17 maggio 2011     | 1º settembre 2012    |
| 5  | Dead Zone         | Zona morta                 | 24 maggio 2011     | 8 settembre 2012     |
| 6  | The Stinger       | Operazione sotto copertura | 31 maggio 2011     | 15 settembre 2012    |
| 7  | Black Flights     | I misteri del cuore        | 31 maggio 2011     | 22 settembre 2012    |
| 8  | Lifeline          | Ancora di salvezza         | 7 giugno 2011      | 29 settembre 2012    |
| 9  | Dead Sea          | Misteri a bordo            | 14 giugno 2011     | 6 ottobre 2012       |
| 10 | The Hunted        | Caccia spietata            | 21 giugno 2011     | 13 ottobre 2012      |
| 11 | The Morning After | La mattina dopo            | 28 giugno 2011     | 20 ottobre 2012      |
| 12 | Saving Ryan       | La fuga di Ryan            | 5 luglio 2011      | 27 ottobre 2012      |
| 13 | One Perfect Day   | La resa dei conti          | 12 luglio 2011     | 1º novembre 2012     |